# Nader Schah

Nader, Schah von Iran (Persien) (Gemälde um 1750)

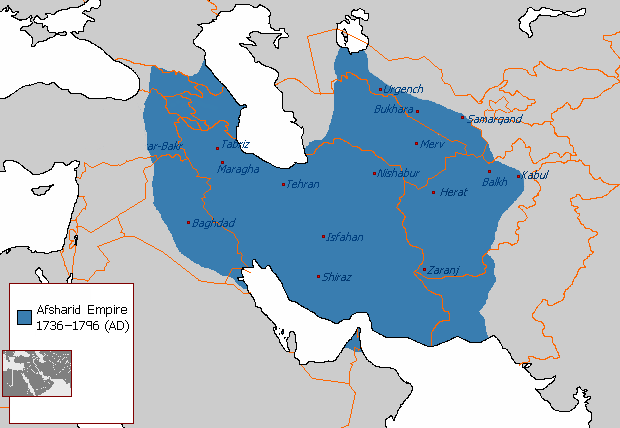
Größte Ausdehnung des Afschariden-Reichs (um 1745)

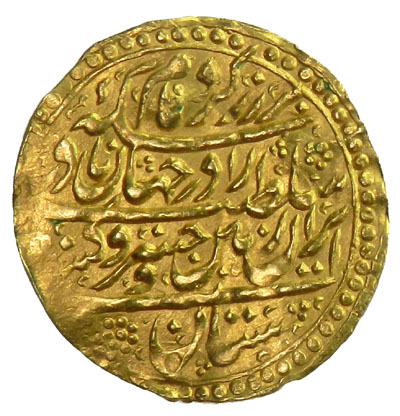
Münze Nader Schahs mit offiziellem Titel: „Nader König von Persien, Chosrau = Eroberer der Erde“

Nader Schah Afschar (persisch نادر شاه افشار Nādir Schāh Afschār, DMG Nāder Šāh-e Afšār, Aserbaidschanisch Nadir Şah Əfşar; geboren am 22. Oktober 1688 in Dastgerd in Chorasan; gestorben am 20. Juni 1747 in Quchan), eigentlich Nader Qoli (نادر قلی, DMG Nāder Qolī), mit dem Titel (vor seiner Thronbesteigung) Ṭahmāsp Qulī (persisch طهماسب قلی, DMG Ṭahmāseb-Qolī, ‚Sklave des Ṭahmāsp‘, deutsch historisch Thamas Kulikan geschrieben), regierte als Schah Persiens von 1736 bis 1747 und gründete die Dynastie der Afschariden. Wegen seiner militärischen Fähigkeiten wurde er von einigen Historikern als „zweiter Alexander“ oder „Napoleon Persiens“ bezeichnet. In seiner Zeit reichte Persien vom Kaukasus bis zum Indus und ans Südufer des Persischen Golfs.

## Leben
Geboren wurde Nader in Dastgerd in Chorasan in den turkmenischen Qirqlu-Stamm, einen Unterstamm der Afschar. Sein Vater, ein verarmter Kleinbauer, war Hirte und starb, als Nader noch ein Kind war. Nader und seine Mutter wurden von plündernden Usbeken gefangen und als Sklaven verkauft, aber er konnte fliehen und fand bei den Afscharen Unterschlupf. Dort wuchs er auf – zunächst wohl als Anführer jugendlicher Banditen – und wurde unter der Obhut der Stammesführer ein militärischer Führer, der auch die Festung Kalat eroberte.
Als im Jahr 1719 die Paschtunen die Macht im Reich übernahmen und die Hotaki-Dynastie gründeten, wurde Nader vom Safawiden Tahmasp II. rekrutiert, gefördert und nachdem er mit seinen Banditen die Stadt Nischapur im Auftrag des Schahs erobert hatte von diesem zum General ernannt, sodass er den Titel Tahmasp Quli annahm. Nader zog mit 5.000 Mann gegen die Hotaki und besiegte sie im Jahr 1729 in einer Schlacht bei Damghan. Die Paschtunen zogen sich 1730 in ihr Gebiet nach Kandahar zurück. Kurz zuvor – 1729 – war Tahmasp in Isfahan zum Schah erhoben worden. Nader legte seinen Beinamen Tahmasp Quli ab und wurde zum Reichsverweser (Wakīl ad-daula) und Vizekönig (Nāʾeb as-salṭana) ernannt.
Tahmasp II. begann einen Krieg gegen die Osmanen, die das Chaos der Hotakiherrschaft für Einfälle in Persien genutzt hatten, und verlor dabei die Provinzen Georgien und Armenien. Als Nader nach Isfahan kam, setzte er mit Hilfe der persischen Fürsten den unfähigen Regenten Tahmasp als Schah ab und schickte ihn nach Chorasan ins Exil. Anstelle von Tahmasp setzte Nader den acht Monate alten Sohn Tahmasps als Abbas III. auf den Thron. Später wurde auch Abbas abgesetzt, und nach dessen Tod krönte Nader sich am 8. März 1736 in der aserbaidschanischen Mughan-Steppe selbst zum Herrscher. Nader konnte die Osmanen in mehreren Kämpfen besiegen und so alle verlorenen Gebiete wiedergewinnen. Um seine Ziele in traditionell sunnitischen Territorien leichter zu erreichen, erklärte er den von den Safawiden zur Staatsreligion erhobenen Schiismus zur „fünften“ der überlieferten vier sunnitischen Rechtsschulen unter dem Namen Dschaʿfarīya (arabisch الجعفرية, DMG al-Ǧa‘fariyya), um die religiöse Spaltung in seinem Reich zu überwinden.

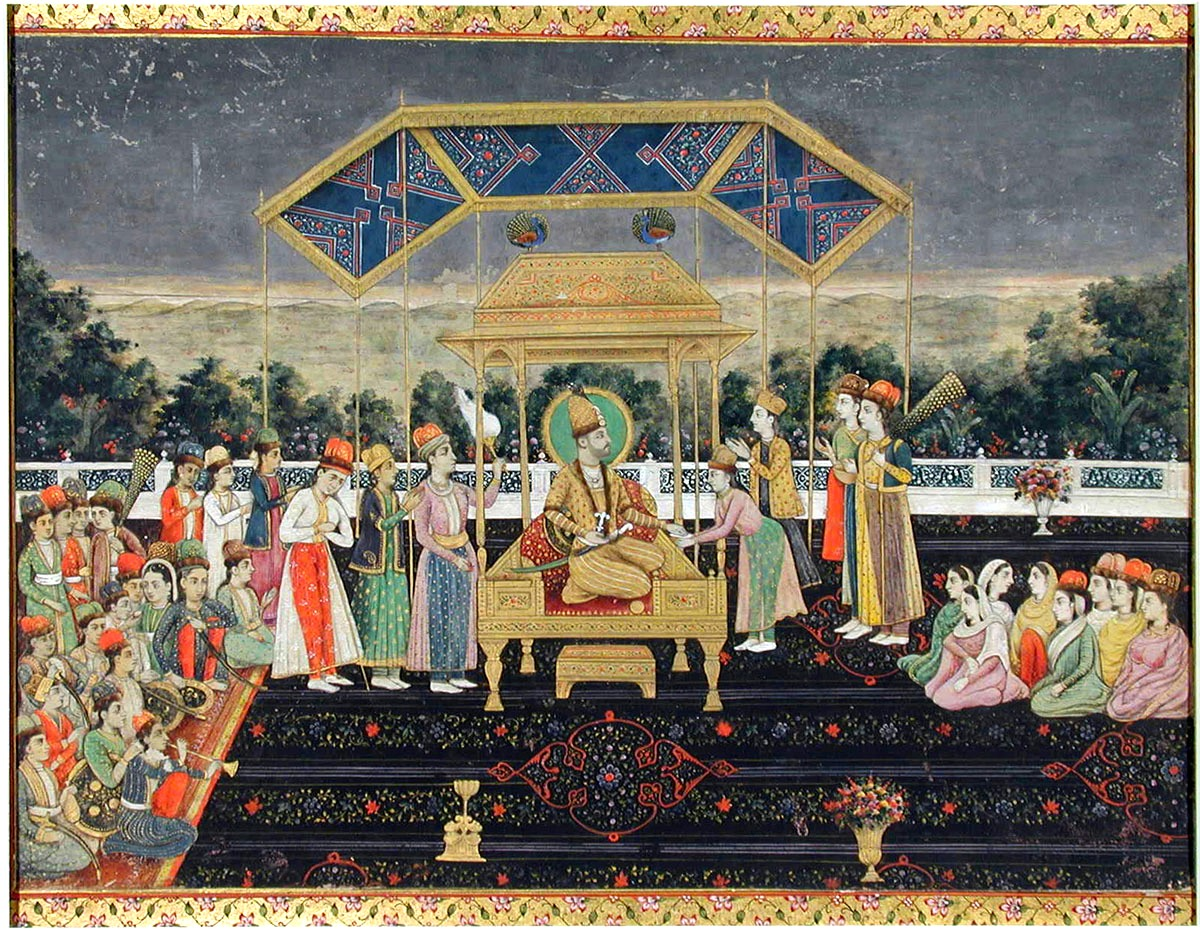
Nader Schah auf dem Pfauenthron

Im Jahr 1738 fiel er im Osten Choarasans – dem heutigen Afghanistan – ein, eroberte Kandahar und Balch, besetzte auf seinem Eroberungszug Richtung Indien Ghazni sowie Kabul und Lahore. Ende des Jahres 1738 überquerte er den Indus und besiegte die Mogulen in der Schlacht von Karnal am 27. Februar 1739. Er nahm den Mogulherrscher Muhammad Schah als Geisel und plünderte die Hauptstadt Delhi. Dabei starben an die 30.000 Menschen. Als Nader Schah die Stadt im Mai 1739 verließ, nahm er Tausende von Jugendlichen als Sklaven mit sich. Auf diesem Feldzug erbeutete er auch den berühmten Pfauenthron, der damit zum Symbol aller persischen Herrscher wurde. Zur Beute gehörten auch „700 Elefanten, 4000 Kamele und 12.000 Pferde“, sie zogen Wagen, die alle mit Gold, Silber und Edelsteinen beladen waren, zu den Raubschätzen zählten die berühmten Diamanten Koh-i-Noor („Berg des Lichts“) und Darya-ye Noor („Meer des Lichts“). Mit dieser riesigen Beute im Wert von rund 700 Millionen Rupien (heute ca. 126,6 Millionen Euro) war Nader in der Lage, für drei Jahre die Perser von allen Steuern zu befreien. Die Edelsteine waren später Gegenstand blutiger Kämpfe und wurden von den Kadscharen und Pahlavi-Monarchen als Kronjuwelen verwendet.
Im Jahr 1740 griff Nader Schah die Usbeken in Transoxanien an. Auf der anderen Seite baute er eine große Flotte auf, mit der er die Insel Bahrain den Arabern entriss. Nach einem Attentat im Jahr 1741 ließ er seinen Sohn Reza Quli Mirza blenden, weil er ihn verdächtigte. 1743 eroberte er den Oman. Mit der Zeit begann Nader, überall Verschwörungen gegen sich zu vermuten, so dass er zahlreiche ihm verdächtige Personen hinrichten ließ. Bei seinen Feldzügen soll er die Köpfe seiner enthaupteten Feinde zu Pyramiden aufschichten haben lassen. Noch im selben Jahr ließ er das Kloster Dair Mar Elia zerstören und die 150 Mönche töten. Die Feldzüge Naders wurden von Abd al-Karim Kashmiri beschrieben.
Durch einen Vertrag mit den Osmanen im Jahr 1746 konnte Nader die heilige Stadt Nadschaf in Besitz nehmen. Aber ein Jahr später wurde Nader Schah von seinen Generälen während eines Feldzuges zur Niederschlagung einer kurdischen Rebellion in Chorasan in seinem Zelt ermordet.

## Nachwirkungen
Nachfolger Naders wurde sein Neffe Adil Schah, doch dieser geriet gegen seinen Bruder Ebrāhim Schah Afschār und Schah Ruch, einen Enkel Nader Schahs, in Kämpfe und wurde später abgesetzt. Fast alle Provinzgouverneure erklärten ihre Unabhängigkeit, das Reich zerbröckelte und fiel ins Chaos. Im Jahr 1760 konnte Karim Khan-e Zand die Führung übernehmen und das Reich stabilisieren, nachdem zuvor schon Ahmad Schah Durrani im Osten das selbständige Durrani-Reich gegründet hatte, das später zum Wegbereiter des modernen Afghanistan wurde.
Einige der Getreuen Naders retteten seinen Sohn nach Semlin in Europa, wo ihn die habsburgische Kaiserin Maria Theresia taufen und erziehen ließ. Er war unter dem Namen Baron von Semlin in österreichischen Militärdiensten und machte den Siebenjährigen Krieg mit Auszeichnung mit; er starb im Jahr 1824 im hohen Alter in der Wiener Vorstadt Leopoldstadt.